# 女鳥羽川
女鳥羽川（めとばがわ）は、長野県松本市を流れる一級河川。小さな川であるが、松本市の中心部を流れるため、松本の人には馴染み深い。江戸時代はじめの頃には「女堂田（めとうだ）川」と呼ばれていた。

## 地理
長野県松本市大字三才山にある三才山峠（みさやまとうげ）に源を発し、松本の市街地を流れ、田川に合流して奈良井川に入り、さらに梓川と合流して犀川になる。女鳥羽川は、全体に国道254号の変更前のルートに沿っている。
川には鯉が放流され、泳ぐ鯉を眺めることができる。

## 水系
- 信濃川（千曲川） - 犀川（梓川） - 奈良井川 - 田川 - 女鳥羽川

## 歴史
江戸時代以前、市街地部分の女鳥羽川は現在松本城がある地点の西側を北北東から南南西にほぼ真っすぐ流れていた。それを16世紀後半にこの地を支配するようになった武田氏が城下町を造営する際に、松本城の外堀の機能を持たせるために真直ぐ南下させて急に西にカーブするよう流路を人工的に変更したものである。この部分は上流よりも川幅が狭く、このため、大雨の際には氾濫しやすくなったと言われる。
1959年（昭和34年）8月、台風7号が長野県内を通過した。台風7号は松本市を直撃し、大きな被害をもたらした。女鳥羽川は、上流からの流木が橋脚に絡まり、そこへ流されてきたゴミなどが絡まり水をせき止める格好となった。このせき止めにより女鳥羽川は市中心部で氾濫し、市内は泥まみれになり4,000戸もの家屋に被害があった。これを教訓に女鳥羽川にかかる橋には橋脚が取り付けられていない。市内中心部を流れているため、川幅の拡幅はできないので、川底を深くして氾濫を防ぐ工事が長野県奈良井川改良事務所により行われている。

### 水運

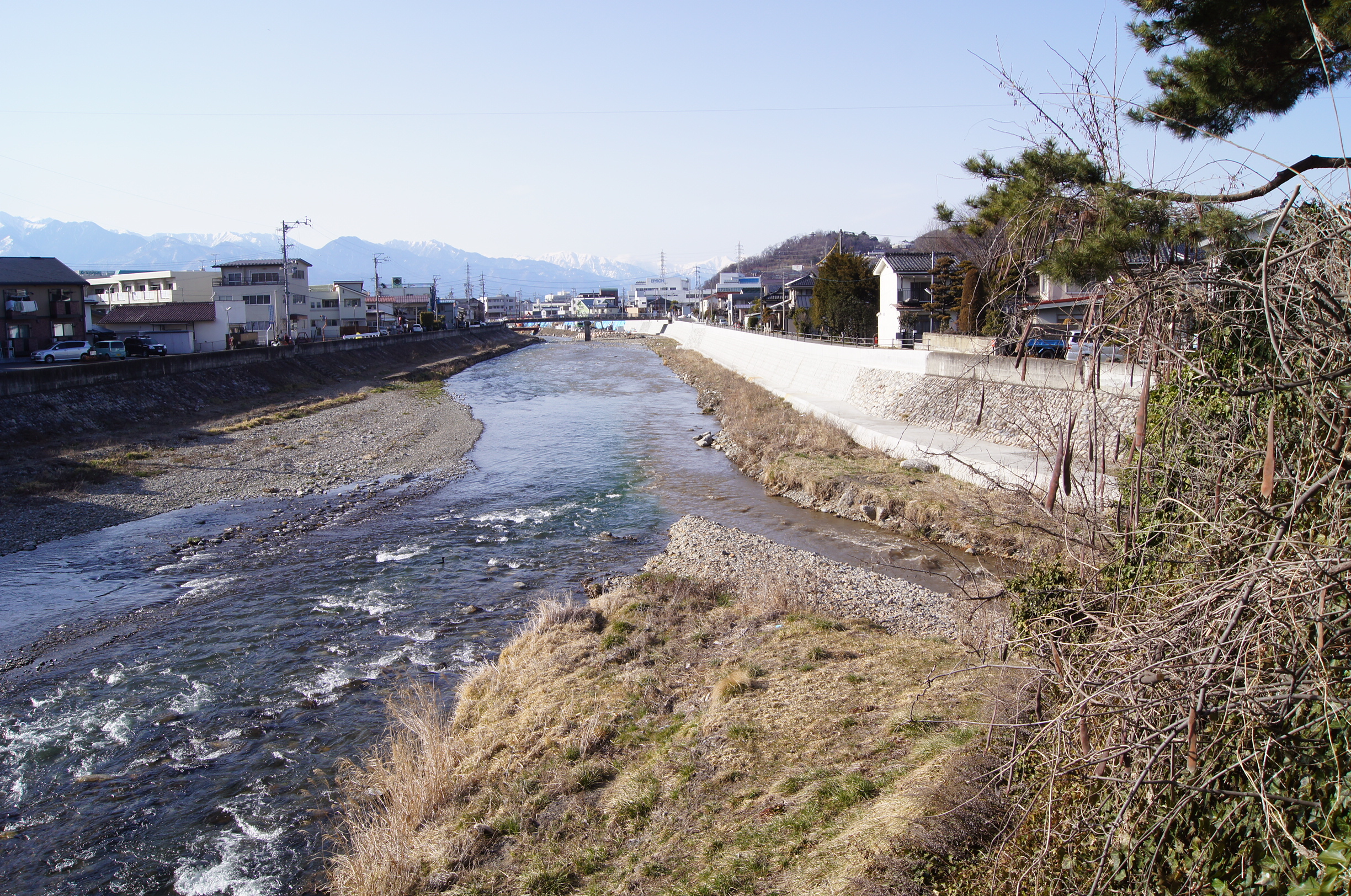
女鳥羽川と田川の合流地点。この画像の右側に「犀川通船船着場跡碑」がある。この日の女鳥羽川には泥濁りがあった。2012年3月21日撮影

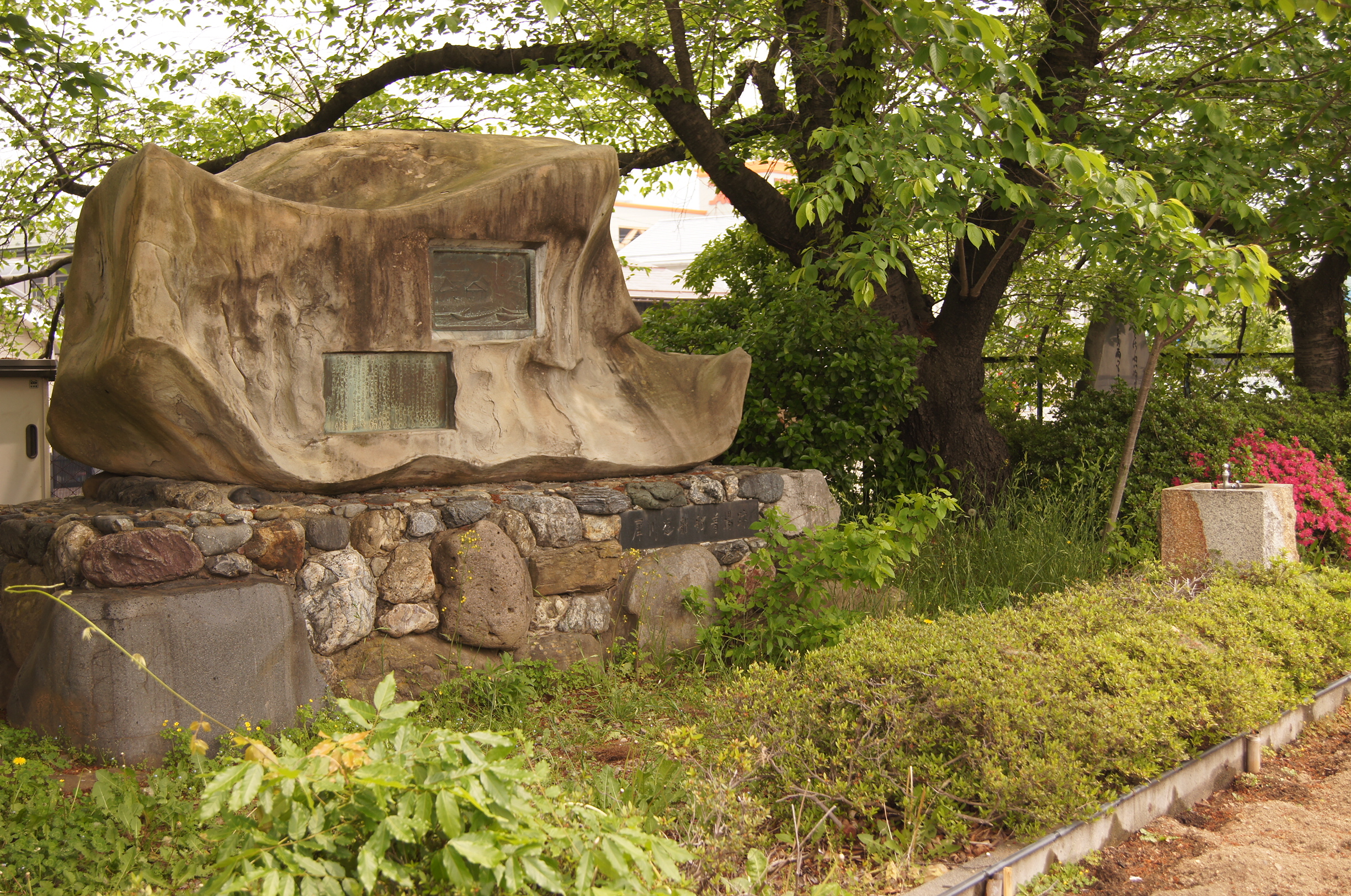
女鳥羽川と田川の合流地点に建てられている「犀川通船船着場跡碑」

1832年（天保3年）に、筑摩郡白板村の折井儀右衛門が許可を受けて犀川通船事業を始めた。松本藩では女鳥羽川と田川の合流点に船会所を設けた。明治時代になると、折井氏の独占権がなくなり、いくつかの通船会社ができた。通船の発着所は、一時は女鳥羽川の千歳橋付近に移されたこともあった。1902年（明治35年）に篠ノ井線が開通すると、松本からの通船は廃止された。1968年（昭和43年）、女鳥羽川船着き場の対岸に「犀川通船船着場跡碑」が建立された。

## 流域の自治体
長野県
松本市

## 橋梁
- 一の瀬橋
- 三才山橋
- 小日向橋（こびなたばし）
- 品庄沢橋
- 稲倉橋
- ガラノ木橋
- 洞橋
- 伊深橋
- 山城橋
- 原橋
- 水汲橋（みずくま）
- 浅間橋
- スポーツ橋
- 曙橋
- 元町橋
- 桜橋
- 源橋
- 清水橋
- 念来寺橋
- 鍛冶橋
- 大橋
- 一ツ橋
- 千歳橋（せんさいはし）
- 中央大手橋
- 女鳥羽橋
- 白板橋

## 題材とした作品

### 歌
- 女鳥羽川 - 演歌歌手大木綾子のデビュー曲。

### 短歌
- 松本の町二（ふた）分（わ）くる女鳥羽川 清き流れの瀬の音絶たず - 窪田空穂